# Kakkmaddafakka
Kakkmaddafakka är ett norskt indierockband som består av medlemmarna Axel Vindenes, Pål Vindenes, Stian Sævig, Kristoffer Wie van der Pas, Lars Helmik Raaheim-Olsen, Sebastian Kittelsen, Martin Sverre och Sverre Sande. Bandet bildades 2004 i Bergen av bröderna Axel och Pål Vindenes tillsammans med Stian Sævig och tidigare medlemmen Jonas Nielsen.
2007 släpptes bandets första fullängdsalbum Down To Earth som producerades av Matias Tellez och gavs ut på skivbolaget Bergen Mafia Records. 2011 följde de upp debutalbumet med Hest som producerades av Erlend Øye och släpptes på skivbolaget Bubbles. Även bandets tredje album Six Months Is a Long Time producerades av Øye.
Kakkmaddafakka har uppmärksammats för sina energifyllda konserter där de ibland har haft upp till tolv personer på scen.
2008 nominerades bandet till Bästa norska akt på MTV Europe Music Awards.

## Medlemmar
Nuvarande medlemmar/bidragande musiker
- Axel Vindenes – sång, gitarr
- Pål Vindenes – cello, gitarr, sång
- Stian Sævig – basgitarr, sång
- Kristoffer Wie Van Der Pas – trummor
- "Kakkmaddachoir" (Martin Sande, Sverre Sande) – kör[4]
- Sebastian Kittelsen – piano

Tidigare medlemmar
- Lars Helmik Raaheim-Olsen – percussion, sång
- Jonas Nielsen – piano
- Jone Nordland – trummor
- Adrian Søgnen – trummor
- Einar Olsson – trummor
- "The Blowjobber" (Helen Eriksen, Odin Budal Søgnen, Oscar Sundquist) – mässingblåsinstrument[4]

## Diskografi
Studioalbum
- 2007 – Down to Earth
- 2011 – Hest
- 2013 – Six Months Is A Long Time
- 2016 – KMF
- 2017 – Hus
- 2019 – Diplomacy

EP
- 2007 – Already Your Favourite EP
- 2014 – Split RMX EP

Singlar
- 2011 – "Restless"
- 2012 – "Is She"
- 2013 – "Someone New"